# Кортес, Роберто
Робе́рто Корте́с (исп. Roberto Cortés; 2 февраля 1905 — 30 августа 1975) — чилийский футболист, вратарь. Участник Олимпийских игр 1928 года (как запасной игрок), чемпионата мира 1930 года, чемпионатов Южной Америки 1926 и 1935 года.

## Биография
Большую часть карьеры провёл в клубе «Коло-Коло». В сборной дебютировал на чемпионате Южной Америки 1926, сыграл на турнире три матча. На Олимпиаде 1928 года был в запасе. Два года спустя на чемпионате мира в Уругвае, был основным голкипером сборной, защищал воротах в трёх групповых поединках со сборными Мексики, Франции и Аргентины. В 1935 году вновь выступал за сборную на матчах чемпионата Южной Америки, сыграл три матча, однако все три матча завершились поражением чилийцев. Всего за карьеру Роберто Кортес сыграл 9 матчей за сборную (все на международных турнирах) и пропустил 15 мячей.
| Матчи и пропущенные голы Роберто Кортеса за сборную Чили | Матчи и пропущенные голы Роберто Кортеса за сборную Чили | Матчи и пропущенные голы Роберто Кортеса за сборную Чили | Матчи и пропущенные голы Роберто Кортеса за сборную Чили | Матчи и пропущенные голы Роберто Кортеса за сборную Чили | Матчи и пропущенные голы Роберто Кортеса за сборную Чили | Матчи и пропущенные голы Роберто Кортеса за сборную Чили |
| -------------------------------------------------------- | -------------------------------------------------------- | -------------------------------------------------------- | -------------------------------------------------------- | -------------------------------------------------------- | -------------------------------------------------------- | -------------------------------------------------------- |
| №                                                        | Дата                                                     | Место проведения                                         | Соперник                                                 | Счёт                                                     | Голы                                                     | Турнир                                                   |
| 1                                                        | 17 октября 1926                                          | Сантьяго, Чили                                           | Уругвай                                                  | 1:3                                                      | 3                                                        | Чемпионат Южной Америки по футболу 1926                  |
| 2                                                        | 31 октября 1926                                          | Сантьяго, Чили                                           | Аргентина                                                | 1:1                                                      | 1                                                        | Чемпионат Южной Америки по футболу 1926                  |
| 3                                                        | 3 ноября 1926                                            | Сантьяго, Чили                                           | Парагвай                                                 | 5:1                                                      | 1                                                        | Чемпионат Южной Америки по футболу 1926                  |
| 4                                                        | 16 июля 1930                                             | Монтевидео, Уругвай                                      | Мексика                                                  | 3:0                                                      | -                                                        | Чемпионат мира 1930                                      |
| 5                                                        | 19 июля 1930                                             | Монтевидео, Уругвай                                      | Франция                                                  | 1:0                                                      | -                                                        | Чемпионат мира 1930                                      |
| 6                                                        | 22 июля 1930                                             | Монтевидео, Уругвай                                      | Аргентина                                                | 1:3                                                      | 3                                                        | Чемпионат мира 1930                                      |
| 7                                                        | 6 января 1935                                            | Лима, Перу                                               | Аргентина                                                | 1:4                                                      | 4                                                        | Чемпионат Южной Америки по футболу 1935                  |
| 8                                                        | 18 января 1935                                           | Лима, Перу                                               | Уругвай                                                  | 1:2                                                      | 2                                                        | Чемпионат Южной Америки по футболу 1935                  |
| 9                                                        | 26 января 1935                                           | Лима, Перу                                               | Перу                                                     | 0:1                                                      | 1                                                        | Чемпионат Южной Америки по футболу 1935                  |

Итого: 9 матчей / 15 пропущенных голов; 3 победы, 1 ничья, 5 поражений.